# 春日若宮おん祭

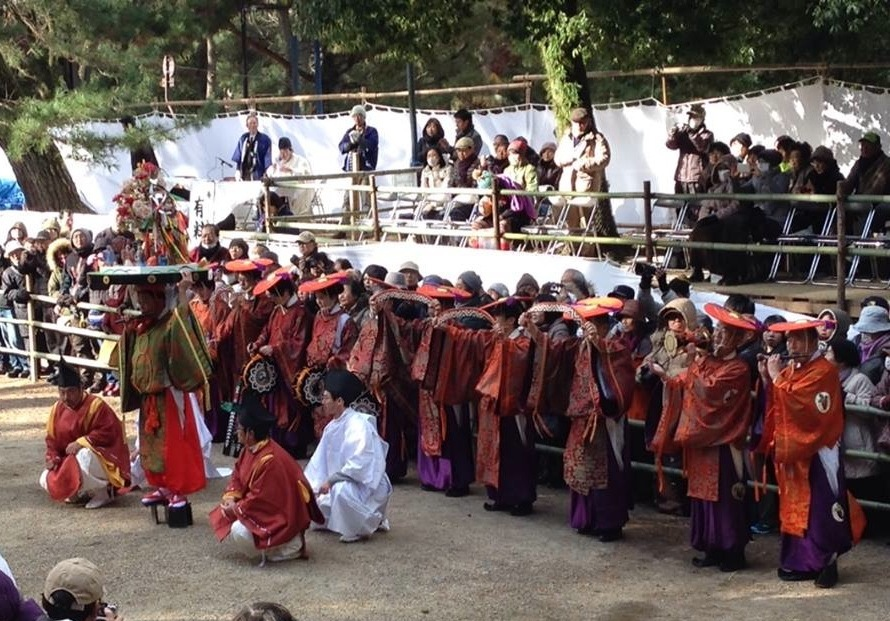
影向の松の前で行われる松の下式

春日若宮おん祭（かすがわかみやおんまつり）は、奈良県奈良市の春日大社の摂社若宮神社の祭祀として、奈良公園周辺で毎年12月17日を中心に数日に渡って行われる祭礼である。大和一国を挙げて盛大に執り行われ、1136年に関白藤原忠通によって始められたと伝来されている。870有余年にわたり何回もの延期や中止を経て再開され開催されている。おん祭で奉納される猿楽（能）や雅楽、神楽や舞楽などの芸能は中世以前の芸能の継承・保存に大きな役割を果たしている。これらの奉納芸能は「春日若宮おん祭の神事芸能」として1979年（昭和54年）に国の重要無形民俗文化財に指定されている。

## 概要

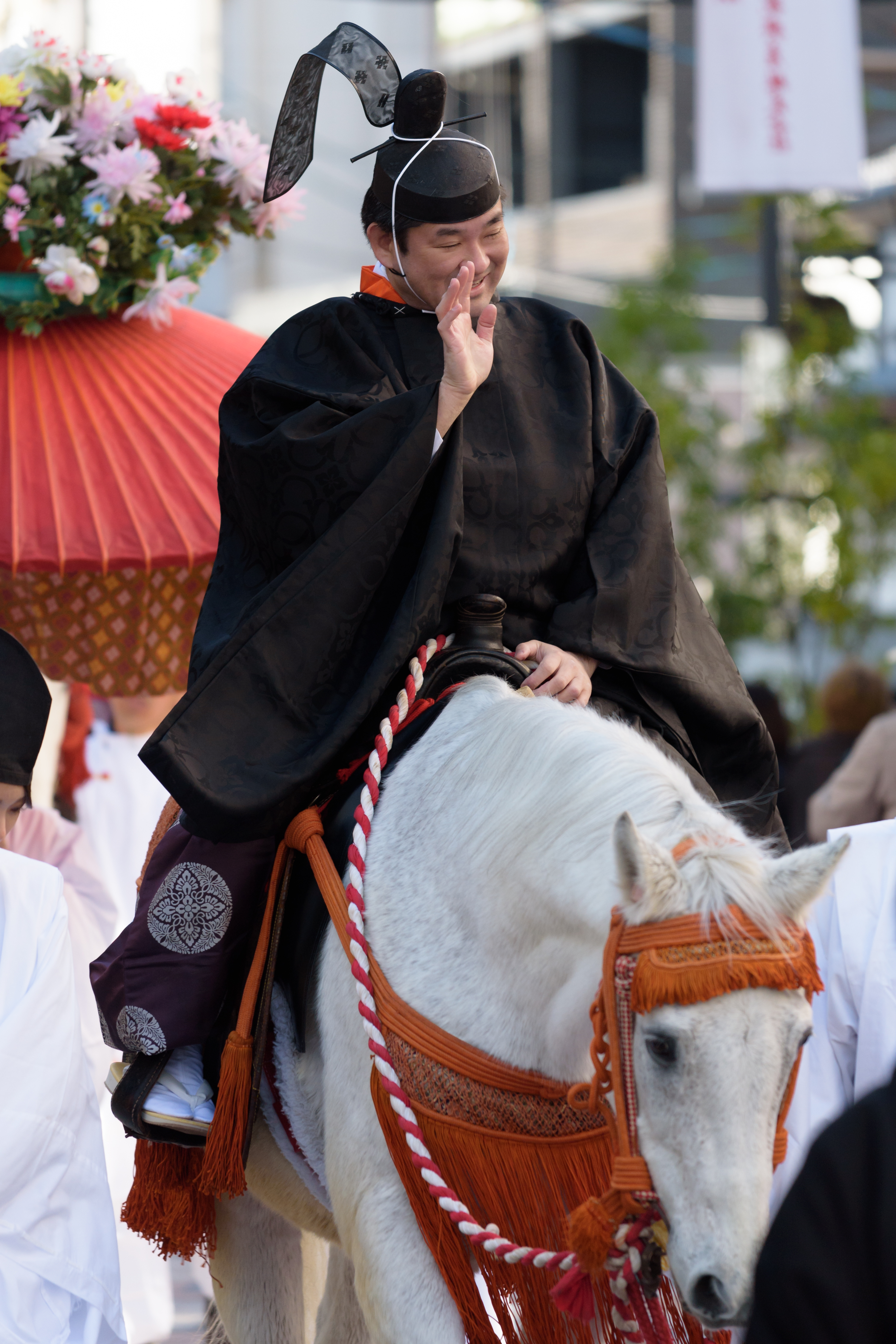
三条通りを上るお渡り式（時代衣装に扮する奈良市長）

若宮を迎える「遷幸の儀」から若宮を還す「還幸の儀」までの祭祀は24時間で執り行われる。12月17日午前零時に始まり、12月18日の午前零時になる前に帰る。この間「遷幸の儀」「還幸の儀」ともに一切の照明および写真・動画の撮影は禁止されている。

## 由緒

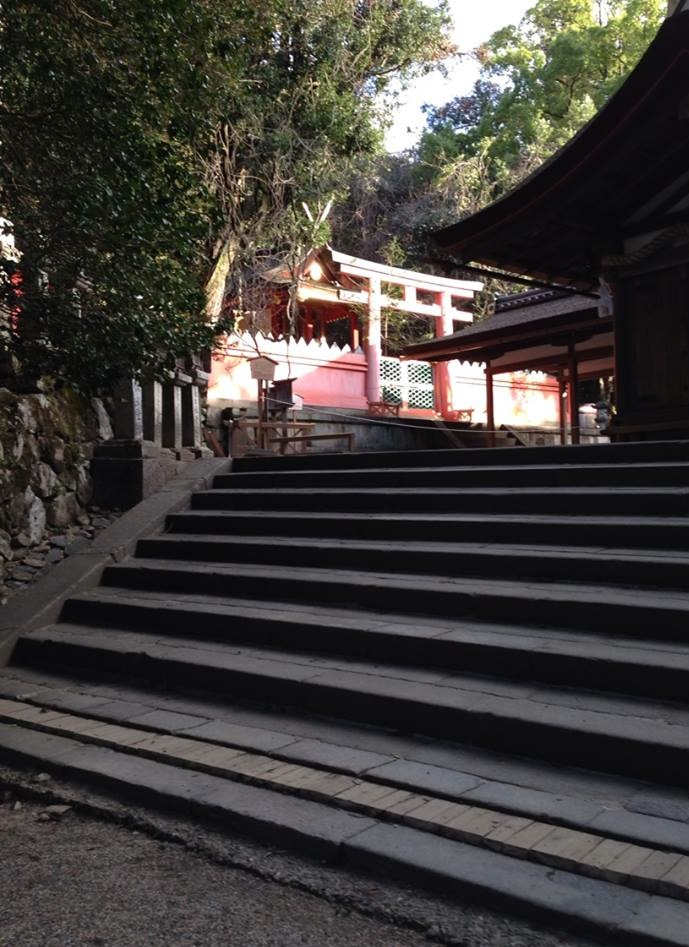
春日若宮社

春日若宮神は、1003年（長保五年）3月3日に出現（祐房注進文）し、1135年（保延元年）2月27日若宮を始めて別社に鎮座（大日本史料4－16－400建久3年祐明記・文永祐賢記）。2月未明若宮神楽所・手水舎造立（濫觴記）。11月11日藤原頼長参拝、若宮に平胡籙・蒔絵弓矢などを奉納（中右記・台記・中臣祐房春日御社縁起注進）。関白藤原忠通によって若宮の社殿が改築され、1136年（保延二年）3月4日春日に詣で、若宮に社参（中右記・祐賢記文永10・2・26条）。9月17日始めて若宮祭を行ない、以降永式とする（中右記・一代要記）。1135年（保延元年）に若宮社が創建され、当初は中臣祐房が若宮神主職を兼任したが、1156年（保元元年）から、その三男の祐重が専任の若宮神主に任命された。なお、若宮神主は神主や正預と違い、若宮一社限りの惣官職で、権官は置かれなかったので、若宮神主家のみは、世襲制であった。

## 歴史
興福寺の僧集団が、保延2(1136)年9月17日に、朝廷による大和国の国司支配の復活を意図して関白・藤原忠通が大和国検地を実施しようとして、これを阻止して興福寺の大和国支配の継続を朝廷に訴訟して、その勝訴を願い、おん祭りは始められた（『大乗院日記目録』）。
お渡り第8番の 流鏑馬は、開始から行われているが、武士との関係で重要である。初期には、大和国内の興福寺荘園の武士だけでなく山城国や摂津国荘園の大和国外の武士も参加していた。しかし13世紀後半に興福寺が大和士(やまとざむらい)を編成・組織する体制が徐々に整い、他国の武士は参加できず代わりに物納で流鏑馬米を負担する形になる。流鏑馬の務めを命じられた家は願主人（がんしゅにん）として祭礼への様々な準備をした。
お渡り第11番 大和士は、鎌倉時代13世紀後半に興福寺領荘園内の荘官を衆徒とし、春日社領荘園内の荘官を国民としてそれぞれ荘園の管理をさせた。大和国の興福寺支配が確立していくと、荘園だけでなくおん祭りも大和四家中の国人などが「願主人」として助力した。これについては、筒井氏、越智氏、箸尾氏、十市氏の四氏が｢大和四家」と呼ばれる勢力に成長した。室町時代に、最大の筒井氏を刀禰とする戌亥脇党は5年に1回願主人として流鏑馬を勤仕している。さらに十市氏を刀禰とする長谷川党、箸尾氏を刀禰とする長川党、楢原氏を中心とした南党、越智氏を中心とした散在党、一乗院門跡、後に本供目代（竹坊・喜多院）を刀禰とする平田党の六党の国人たちがあった。これらは刀禰に従い戌亥脇党・南党の両党は5年毎に1度、長川党・長谷川党・平田党の3党は隔年毎に、散在党は毎年流鏑馬を勤仕した。しかし、豊臣秀吉の天下統一による、兵農分離と武家への奉公人以外の惣村の雑兵浪人を追放する浪人追放令などの武家の編成政策で大和武士が消滅し、終焉した。越智氏・箸尾氏・福住氏は天正13年（1585年）9月大和守護になった豊臣秀長の家臣になった。他には伊賀国転封の筒井氏家臣として移住した十市氏・中坊氏・嶋氏・布施氏・井戸氏・松蔵氏・大方氏らがいる。
その後は、豊臣秀長が祭りを取り仕切る施主として願主人を丸抱えし祭礼を事実上先導する形になる。秀長は影向松（ようごうのまつ）付近の松の下に仮屋を建てお渡りを見分し、従者を行列に加え馬乗100騎や多数の槍持ちを華美にさせた。増田長盛が跡を継いだ。江戸時代にも武家権力側の主導は続き、奈良奉行所が差配して、槍持ちや馬の費用を畿内大名や幕僚に振り分け、奉行所も大宿所費用として200両負担した。松の下には奈良奉行が座り見分した。
近代
明治時代になり、主催者の興福寺が廃寺扱いとなり、奈良奉行所も消滅し、おん祭りは以後は春日大社の主催となる。明治4年には費用問題で一時的に大幅に縮小された。明治6年から民間からの大幅な寄付を集めることが許可され、信者組織の講社制度も改訂され助力し、明治17年に春日保存会が結成され、おん祭りの運営に大きな役割を果たす。明治33年からは奈良市の市祭となり市の援助を受ける。大正3年には、大阪との間の私鉄大阪電気軌道が開通し、にぎわいに努力する。
1932年（昭和7年）からは大阪高島屋百貨店でも観光行事として展覧会開催で宣伝され、観光行事の色彩が大きくなる。1930年（昭和5年）に、満州事変が起こり昭和12年に日中戦争になると武運長久の幟や旗がお渡りに掲げられ戦時色が強くなり、昭和16年に太平洋戦争で以後徐々に縮小された。
現代
1945年（昭和20年）、敗戦。同年にGHQから発せられた神道指令などによって、翌1946年（昭和20年）から奈良市をはじめとする行政の援助は停止した。奈良市の観光事業者の谷井友三郎は占領軍奈良機関と交渉し、自分の私費拠出を認めさせて1946年（昭和21年）開催し継続させた。祭祀は春日大社、お渡りと後宴能は奈良市文化協会開催と分離し以後も続く。翌1947年も谷井が10万円を拠出して開催。その翌23年にはおん祭り特別興業を開催し収益14万円を寄付し開催。1949年からは谷井が尽力し奈良市観光協会を結成して、奉賛会、奈良県商工会議所と連携して開催。1979年（昭和54年）におん祭りの芸能が「春日若宮おん祭の神事芸能」として重要無形民俗文化財に指定された。これをきっかけに、1980年（昭和55年）春日若宮おん祭り保存会が保持団体として結成され現代も継続中である。

## 行事

### 大宿所祭（おおしゅくしょさい）
12月15日に大宿所にて行われる、おん祭を中心的に進行する大和士（やまとざむらい）らの身を清める祭。現代は奉仕者と参拝者の健康と祭りの無事を祈る。大宿所は近鉄奈良駅南の奈良もちいどの商店街の中にあり、お渡り式で使う装束などはここで準備される。大宿所では大和士、大宿所詣行列、一般参拝者らの清めのために御湯立神事（みゆたてしんじ）が行われ、おん祭の名物料理であるのっペ汁が振る舞われる。

### 宵宮祭・宵宮詣（よいみやさい・よいみやもうで）
宵宮祭は16日、若宮神社の神前に御戸開（みとびらき）の神饌を捧げて祭の無事を祈る行事。宵宮祭に先立ち、大和士が流鏑馬児を伴って若宮神社の神前に御幣を捧げて拝礼を行うのが宵宮詣である。

### 遷幸の儀（せんこうのぎ）
17日午前0時より始まる、若宮を若宮神社本殿からお旅所のお仮殿へ遷す儀式。若宮の神霊は榊を持った神職が十重二十重に守りお囲みして遷す。この遷幸の間は奉仕者が絶え間なく「ヲーヲーヲー」と先払いの警蹕の声を上げながら進む。また奉仕者に囲まれた若宮に先立ち、松明やお香を持った人が進み若宮の渡りになる道を清める。楽人は道楽の慶雲楽を奏でてお供をする。この間、一般客が見学することは出来るが、光の出るデジタル機器を含め照明器具の使用や写真・動画の撮影は一切禁じられている。遷幸の儀は「身も毛もよだつ」（二条良基『さかき葉の日記』）と形容した中世人の神への畏敬を、感じさせてくれるという感想もある。

### 暁祭（あかつきさい）
遷幸の儀のあと、午前1時頃からお旅所で行われる祭。若宮に朝の食事が供えられる。

### お渡り式

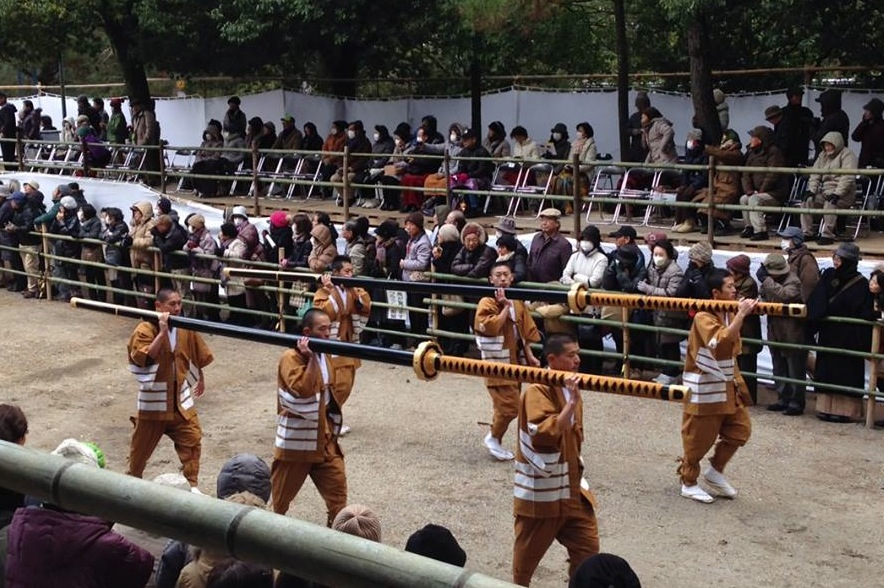
影向の松の下を通過する野太刀

12月17日正午より始まる、お旅所祭で芸能を奉納する芸能者および祭礼に関わる一行が奈良公園周辺を練り歩く行事。古来、行列は興福寺を出発していたが、現在では奈良県庁前から登大路を西に下り、近鉄奈良駅前、油坂を経由して、JR奈良駅前から東へ三条通を上り、春日大社参道にあるお旅所にはいる。途中、興福寺南大門跡地では南大門交名の儀(なんだいもんきょうみょうのぎ)が行われる。一の鳥居そばの影向の松（ようごうのまつ）では、松の下式がおこなわれ、猿楽座、田楽座による舞が披露される。また、大名行列は道中、奴振りの妙技を披露する。往古は、奈良市中の旧村落の地元住民らにより奉仕されていたが、現在は、一般公募で結成された春日若宮おん祭保存会有志によって守られている。
お渡り式の順序は次の通り。
- 鼓笛隊とブラスバンドが先行。
- お渡り式に先立って先頭に藤の紋所で紅白の幟（のぼり）が立つ。
- 「梅白枝（うめのずばえ）」と「祝御幣（いわいのごへい）」：赤衣（あかえ）に千早（ちはや）という長い白布を肩から地面に垂らしている。
- 「十列児（とおつらのちご）」：巻纓冠（けんえいかん）に造花の桜を挿し、青摺りの袍（わたいれ）を着た騎馬の少年。

```
第一番 日使(ひのつかい)  
第二番 神子(みこ) 
第三番 
細男
・相撲(せいのお・すもう) 
第四番 
猿楽
(さるがく) 
第五番 
田楽
(でんがく) 
第六番 馬長児(ばちょうのちご) 
第七番 競馬(けいば) 
第八番 
流鏑馬
(やぶさめ) 
第九番 将馬(いさせうま) 
[
注釈 2
]

第十番 野太刀(のだち)他 
第十一番 大和士(やまとざむらい)
第十二番 
大名行列
(だいみょうぎょうれつ)
```

### 南大門交名の儀
12月17日午後0時50分頃に南大門交名の儀が開始され、これは、おん祭りの祭礼の元の主催者の興福寺への敬意を表し、出席する芸能者を確認する儀式である。旧南大門跡の明治時代に付けられた階段で行われている。

### 松の下式
お渡り式の後に、12月17日午後1時頃から影向の松の前の儀式となる。細男（せいのお）・田楽・猿楽が芸能の一節や、所定の舞を芸能を披露する、松の下式（まつのしたしき）と呼ばれる儀式が執り行われる。
特に猿楽は弓矢立合を演じるが、古くは金春流・金剛流は弓矢立合、宝生流は船立合を演じる事が定められていた。
中世には、開かれた場所での貴人・権力者が見物の民衆に威勢を示す場でもあり馬乗り込みや槍などの行列もされた。
この松の下を通りお旅所へ参入すると、十列児（とおつらのちご）は馬より降り、装束の長い裾を曳きつつ馬を曳き芝舞台を三度廻り、馬長児（ばちょうのちご）は馬上のまま三度舞台を廻って退出する。この時、ひで笠に付けた小さな五色の紙垂を、大童子（だいどうじ）が神前へ投ずる。
金春太夫が柴の垣に結びつけた白紙をお旅所前で解いてから祭場へ入る所作は「金春の埒（らち）あけ」と呼ばれ、「埒があく」という言葉もこれからおこったと伝わる。
その後、興福寺ゆかりの宝蔵院流槍術家元による型奉納なども、影向の松の下で行われる。

### 競馬（けいば）
お渡り式が御旅所に入り拝礼の儀式を行う中、参道で2馬を走らせる競馬を若宮に奉納する。

### 稚児流鏑馬
続いて、3人の稚児流鏑馬役の少年が、赤の水干にツヅラフジで編んだ網代笠の葛笠（つづらがさ）をかぶり、箙(えびら)を背負って弓で先頭に揚児(あげのちご)が、次に射手児(いてのちご)2人が、参道の的3つを「謹上再拝」と神を拝礼しつつ唱えながらそれぞれ射る。

### 御旅所祭（おたびしょさい）

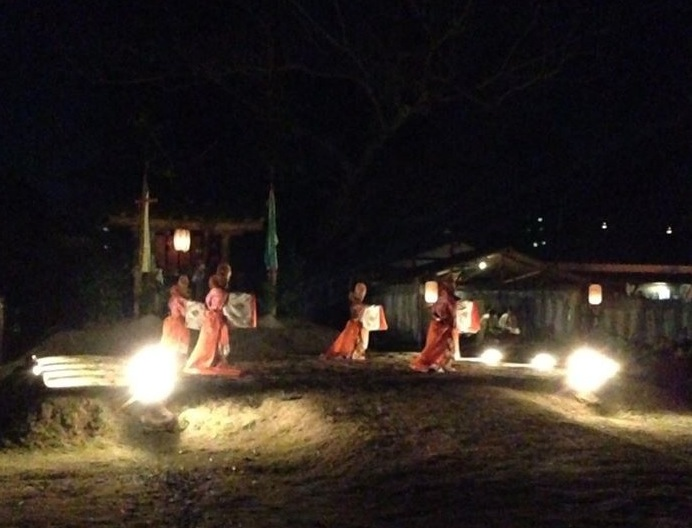
日没後、お仮殿前の芝舞台で奉納される舞

17日午後2時半頃から夜遅くまで行われる、若宮に芸能を奉納するおん祭の中心となる神事。お旅所は一の鳥居と二の鳥居の間、春日大社参道沿いの奈良国立博物館の南側に設置される。お渡り式の行列がお旅所に到着した後、南面して設置されたお仮殿の南に作られた芝舞台で、社伝神楽や東遊、田楽や細男（せいのお）、三方楽所南都方の伝統を受け継ぐ南都楽所による舞楽、和舞など、日本古来の芸能が奉納される。芝舞台の前には3メートルを越える鼉太鼓（だだいこ）が東西に一対置かれ、おん祭のシンボル的存在となっている。芸能を奉納する一行が神域である御旅所に入る前には、1m四方程度に柴で作られた垣根に結ばれた白紙を猿楽座の金春太夫がほどく「金春の埒（らち）あけ」が行われる。御旅所祭の間、御旅所への一般客の立ち入りは制限されるが、春日大社参道などから無料で、あるいは奈良観光センターが桟敷席を設置した場合はそこから有料で観覧することができる。
御旅所祭で奉納される芸能は以下のとおり。
```
神楽(かぐら)  
東遊(あずまあそび) 
田楽(でんがく) 
細男(せいのお) 
神楽式(かぐらしき) 
和舞(やまとまい) 
舞楽(ぶがく)
```

### 還幸の儀（かんこうのぎ）
お旅所から若宮神社本殿へ若宮が帰るまでの儀式。17日午後11時にお旅所を発ち、18日午前0時までに若宮は若宮神社本殿へ帰る。遷幸の儀と同じく、この間の照明や撮影は禁じられている。

### 奉納相撲
18日午後1時よりお旅所南側の特設土俵で行われる。

### 後宴能
18日午後2時よりお旅所の芝舞台にて能が二番、狂言が一番が行われる。

## 21世紀の変更
- 2013年福知山花火大会露店爆発事故を受けて、2014年1月、消防庁が自治体の火災予防条例を改正するよう通知し[29]、奈良市もおん祭りを主として大規模な催しでは主催者らに消防署に防火計画の提出を義務化し、2014年から春日大社に露店での自家発電機の禁止とガードマンなどによる見回りが義務付けられた。
- 20世紀末に、温暖化の影響で、それまでの降雪が雨となり、1996年お渡り式の装備や衣装に被害が出たので、天候が強い降雨時は対処するように「雨儀要項」が定められた。2019年初にお渡り式を縮小し松の下式の猿楽や田楽も軽易とした[30]。2022年にもお渡り式を縮小し約20人、距離も参道300メートルのみにした[31]。以後も天候次第の同様である。
- 2020年・2021年は新型コロナウイルス感染症拡大防止の観点から、お渡り式の規模を縮小して行われた[32][33]。

## 用語
- 御湯立神事：世襲の巫女が大釜の前で祝詞を上げ、奉仕者や参拝者の心身を清めるため、釜の中の湯をクマザサの葉につけて「サヨーサ」の掛け声をかけて周囲に振りまく[34]。
- のっぺ汁：元々は大根・人参・里芋・二寸（6センチ）角油揚げの、おん祭り用ののっぺい汁。「のっぺ」とも呼ばれる[35]。